# Ionel Cheregi
Ionel Cheregi (n. 19 ianuarie 1910, Șimleu Silvaniei, județul Sălaj – d. 12 decembrie 1980, Sibiu) a fost un publicist, om de cultură și tipograf român.

## Biografie
Ionel Cheregi s-a născut la 19 ianuarie 1910 în Șimleul Silvaniei, raionul Șimleu, regiunea Crișana, din părinți gospodari, de clasă mijlocie care au crescut opt copii, patru băieți și patru fete. La vârsta de 13 ani a rămas orfan de mamă.
Studiile elementare și gimnaziale le-a urmat în Șimleu Silvaniei. S-a înscris la liceu în aceeași localitate. Tot aici a învățat meseria de tipograf, la tipografia „Lazăr”.
Manifestând interes și fiind  înzestrat cu un talent deosebit pentru scris își face debutul publicistic în anul 1927 la „Gazeta de Duminecă” din Șimleul Silvaniei, cu articole și informații culturale, impunându-se prin combativitate și concizie.

## Activitate profesională
În septembrie, anul 1929, a plecat la Cluj unde a lucrat la tipografia „Naționala” și s-a înscris în Sindicatul Arte Grafice din Cluj.
În anul 1930, luna iulie, a plecat la București unde lucrează, aproape doi ani, la Imprimeria Națională (Monitorul Oficial) de unde a fost concediat, împreună cu alți 26 lucrători din cauză că a declarat o grevă cu caracter de revendicări față de instituția amintită. Împreună cu membri ai organizațiilor de tineret din București a urmat cursuri la sediul din str. Izvor.
În anul 1932 – 1933 a satisfăcut stagiul militar la Batalionul 7 V.M. Zalău, de unde a fost mutat la Bistrița – Năsăud, la Divizia II Munte. După stagiul militar, în luna noiembrie, 1933, după ce a îndurat luni de foame și mizerie a ocupat postul de dactilograf la biroul de notar public Dr. Aciu din Cluj, timp de doi ani. În tot acest timp a activat în Sindicatul Grafic clujean, ca membru al acestuia. Fiind apreciat a primit funcția de corector la editura de ziare „Cultura”, la gazeta „Tipograful”, „Națiunea Română”, „Tribuna” condusă de scriitorul Ion Agîrbiceanu din Cluj unde a lucrat până în anul 1940. La gazeta „Tipograful” a publicat articole din anul 1935. A activat în PSD unde a îndeplinit sarcini de conducere și a fost de mai multe ori membru în Comitetul Județean Cluj.
După dictatul de la Viena a fost arestat în luna septembrie 1940 de către organele poliției horthyste și a rămas fără serviciu. Tot în Cluj a mai fost arestat la 1 mai 1936. În ambele cazuri a fost eliberat după câteva zile.
În luna septembrie a anului 1940, rămas fără serviciu și fără nici o perspectivă, a trecut granița Feleacului și s-a refugiat la Sibiu. Aici, la Sibiu, unde era cunoscută activitatea sa din Cluj și era apreciat în rândul tipografilor, a fost primit de Sindicatul Arte Grafice care i-au oferit un post la tipografia „Veștemean” iar în primăvara anului 1941, la tipografia „Kraft și Drotlef”. În această perioadă este colaborator la mai multe ziare dovedind ușurință în exprimare și deosebită abilitate în scris. În anul 1942, din iulie pâna în decembrie a fost pe front în Uniunea Sovietică, furier și dactilograf la comandamentul Diviziei; frontul a ajuns până în Caucaz. În 23 august 1944 a plecat pe frontul din Ardeal, până la Debrețin, de unde s-a întors în țară la 19 decembrie 1944.
Scrisul, ca pasiune și cu mult talent, de la debutul din 1927, l-a făcut să colaboreze la „Scânteia” (obținând premiul II în iunie 1948), „Timpul liber”, Almanahul Grafic din Cluj, Ziarul „Țara” din Sibiu și „Timpul” din Bucuresti, în care au apărut articole îndeosebi pe probleme culturale și sociale.
Din anul 1947, din colaborator la ziarul  „România Viitoare” a trecut în redacție ca redactor. A îndeplinit funcțiile de redactor I, secretar de redacție și prim-redactor la ziarele „România Viitoare”, „Lupta Sibiului” și de colaborator permanent la „Flacăra Sibiului”( 1952-1968), „Tribuna Sibiului”(1968-1989) , „Drum Nou” din Brașov. A mai colaborat la „Scânteia”, la „Munca” și la „Neuer Weg” cu articole semnate fie cu numele propriu, fie cu pseudonimele Doina Sălăjan, Ionel Crișanu, Mircea Mureș sau doar cu inițialele, ori nesemnate.
A îndeplinit funcția de lector și vicepreședinte la S.R.S.C. filiala Sibiu, funcția de președinte a Sindicatului de artiști, ziariști și scriitori din Sibiu( 1948-1949), președinte al Cenaclului literar „Orizonturi Noi” în aceeași perioadă.
La 8 septembrie 1950 a fost dat afară din toate funcțiile, acuzat, cercetat și arestat că ar fi desfășurat activitate legionară. A fost achitat și repus în drepturi.
Între anii 1954-1958 a fost lector la diferite școli de calificare și recalificare din poligrafie, comerț, cooperație ș.a. În această perioadă și după pensionarea din anul 1967 nu a încetat să scrie și să continue colaborarea la diferite ziare.
Aprecierea și recunoșterea activității, a colaborării cu personalități din lumea poeziei, culturii și artei a fost imortalizată pe pelicula lui Aristide Buhoiu într-un interviu, realizat în Parcul sub Arini din Sibiu, în anul 1969.